# María Fiódorovna Románova
Dagmar de Dinamarca (María Sofía Federica Dagmar de Schleswig-Holstein-Sonderburg-Glücksburg; Copenhague, 26 de noviembre de 1847-Hvidøre, 13 de octubre de 1928), miembro de la familia real danesa, fue emperatriz consorte de Rusia como esposa del zar Alejandro III con el nombre de María Fiódorovna Románova (en ruso: Мария Фёдоровна Рома́нова).
Dagmar era la segunda hija del rey Cristián IX de Dinamarca (conocido como el suegro de Europa debido a los matrimonios brillantes de sus hijos) y su esposa Luisa de Hesse-Kassel. Por lo tanto, el hermano mayor de Dagmar se convirtió en Rey de Dinamarca como Federico VIII; su hermano más joven, Guillermo, se convirtió en Rey de los Helenos como Jorge I en 1867; su hermana Alejandra se casó con el Príncipe de Gales y futuro Rey Eduardo VII en 1863, convirtiéndose en reina consorte del Reino Unido. Esto explica porqué, en particular, hay un parecido sorprendente entre su hijo el Zar Nicolás II y su sobrino, el Rey Jorge V del Reino Unido.
Murió el 13 de octubre de 1928 en Hvidøre, cerca de Copenhague, en una casa que alguna vez compartiera con su hermana la reina Alejandra, a la edad de 80 años, habiendo sobrevivido a cuatro de sus seis hijos y a cinco de sus quince nietos.
Su supervivencia a la revolución en el escape de Crimea fue un logro afortunado ante la orden de exterminio de todos los Románov por parte de los bolcheviques, que culminó con el asesinato de dieciocho miembros de su familia.

## Familia

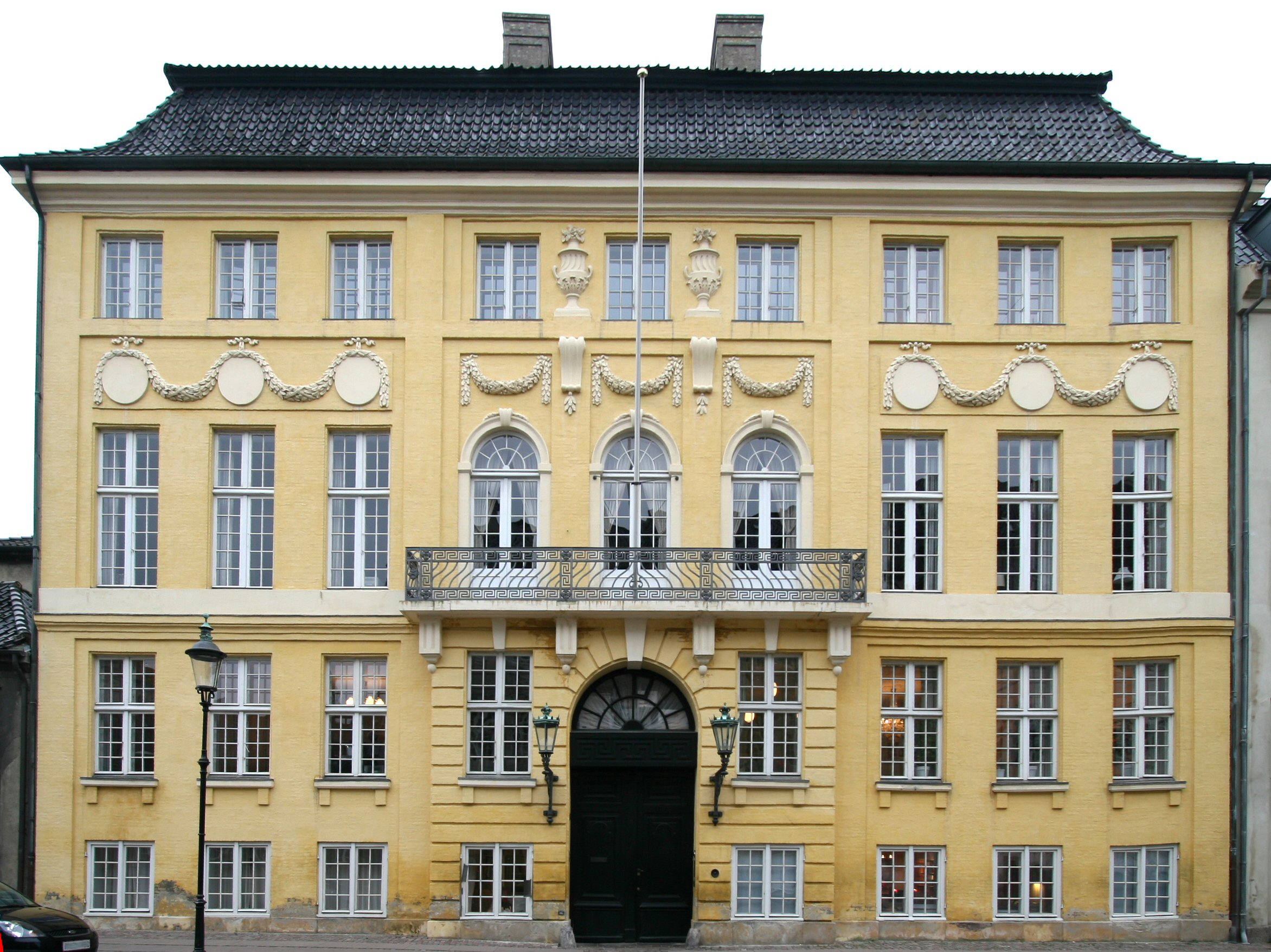
El lugar de nacimiento de Dagmar: el palacio Amarillo, en Copenhague.

Dagmar y su familia en 1861. De izquierda a derecha: Dagmar, Guillermo, Cristián y Alejandra.

La princesa Dagmar o Minnie, como era conocida dentro de su círculo familiar, nació el 26 de noviembre de 1847, en el palacio Amarillo, una casa del siglo XVIII ubicada en el número 18 de Amaliegade, justo al lado del complejo del palacio de Amalienborg, en Copenhague. Sus padres fueron el príncipe Cristián de Schleswig-Holstein-Sonderburg-Glücksburg y la princesa Luisa de Hesse-Kassel. Fue bautizada como luterana y nombrada en honor de su prima María Sofía Federica de Hesse-Kassel, reina viuda de Dinamarca, así como la reina medieval danesa, Dagmar de Bohemia. A pesar de que su familia era de sangre real, vivió una vida relativamente normal. No poseían una gran riqueza, los ingresos de su padre, que provenían de una comisión del ejército, eran de alrededor de 800 libras al año y su casa era una propiedad de gracia y favor que les fue concedida sin pago de alquiler. Hans Christian Andersen, el escritor y poeta danés, era invitado ocasionalmente a la casa familiar para contarles a los niños historias infantiles antes de mandarlos a dormir.
El rey Cristián VIII de Dinamarca murió en 1848 y su único hijo, Federico, ascendió al trono. Federico no tenía hijos, había pasado por dos matrimonios fallidos y se suponía que era infértil. Esto causó una crisis de sucesión dinástica debido a que Federico reinaba en Dinamarca y Schleswig-Holstein y cada una tenía diferentes normas de sucesión. En Holstein, la Ley Sálica impedía la herencia a través de la línea femenina, mientras que tales restricciones no se aplicaban en Dinamarca. Holstein, predominantemente alemán, proclamó su independencia y pidió la ayuda de Prusia. En 1852, las grandes potencias mundiales convocaron a una conferencia en Londres para discutir la sucesión danesa. Se acordó un precario tratado de paz que incluía la disposición de que el príncipe Cristián de Schleswig-Holstein-Sonderburg-Glücksburg sería el heredero de Federico en todos sus dominios y las demandas previas de otras personas —que incluían las de la suegra, cuñado y esposa de Cristián— fueron subordinadas a esta decisión.
Al príncipe Cristián se le dio el título de príncipe de Dinamarca y su familia se mudó a una nueva residencia oficial, el palacio Bernstorff. Aunque la condición de la familia se había elevado, no hubo siquiera un pequeño incremento en sus ingresos y no participaban en la vida cortesana de Copenhague, ya que se negaron a conocer a la tercera esposa y antigua amante de Federico, Louise Rasmussen, porque tenía un hijo ilegítimo de un anterior amante. Dagmar compartía una habitación en el ático con su hermana Alejandra —que más tarde sería consorte del rey Eduardo VII—, hacía su propia ropa y servía la mesa junto con sus hermanas. Junto con su hermana Alejandra recibió clases de natación de la pionera sueca de la natación para mujeres Nancy Edberg, invitándola después a Rusia.

## Compromisos y boda

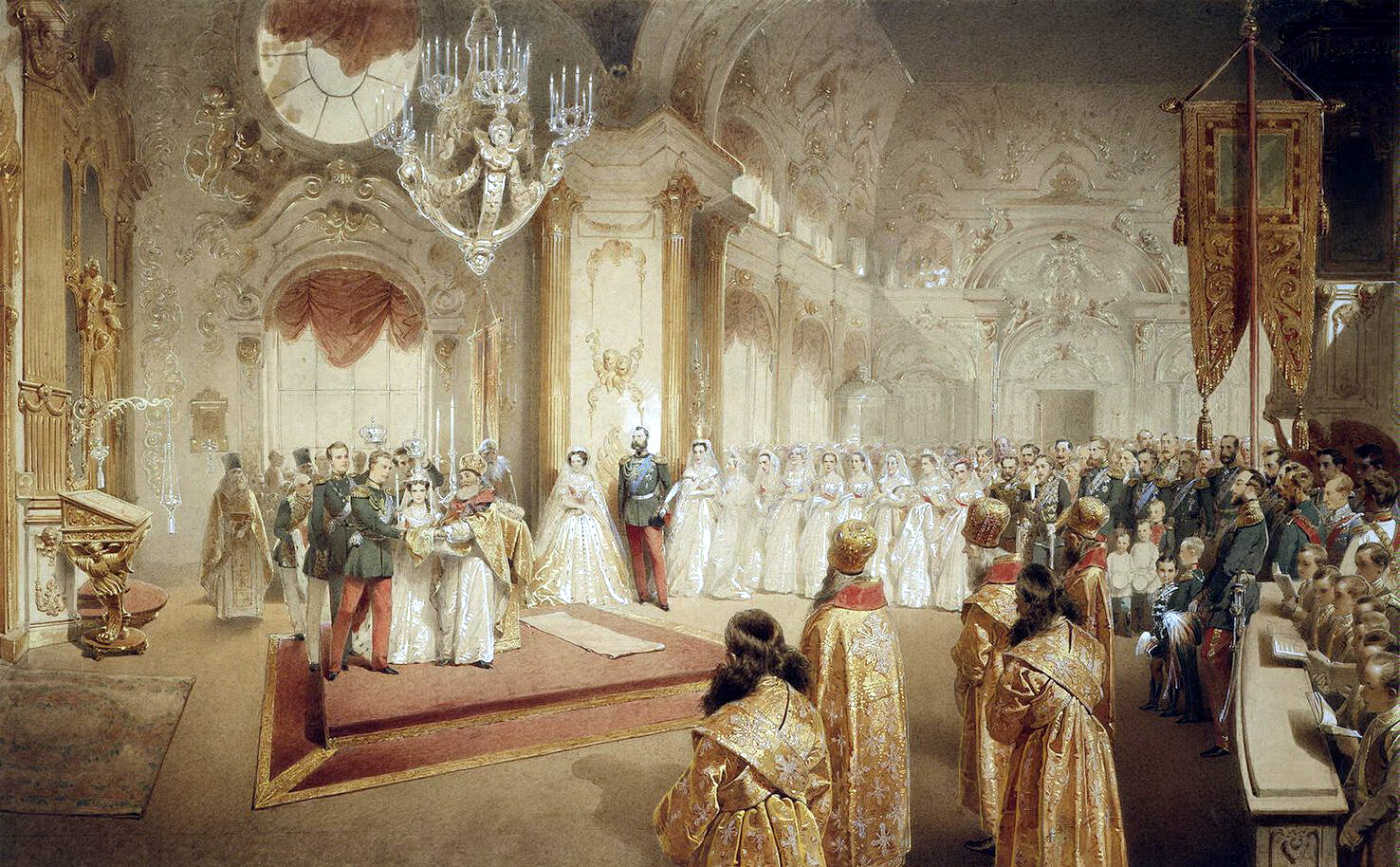
Boda de la princesa Dagmar de Dinamarca con el futuro Alejandro III.

El aumento de la ideología eslavófila en el Imperio Ruso llevó a Alejandro II a comenzar a buscar una esposa para su heredero, el zarévich Nicolás Aleksándrovich de Rusia, en países que no fueran alguno de los Estados alemanes, que tradicionalmente habían proporcionado consortes a los zares. En 1864, Nicolás, o "Nixa" como era conocido en su familia, viajó a Dinamarca, donde se comprometió con Dagmar. El 22 de abril de 1865 él murió a causa de meningitis. Su último deseo fue de que Dagmar se casara con su hermano menor, el futuro Alejandro III. Dagmar quedó profundamente angustiada después de la muerte de Nicolás. Estaba tan desconsolada que cuando regresó a su patria su familia se preocupó seriamente por su salud. Ella había quedado profundamente ligada a Rusia y continuamente pensaba en lo enorme y remoto que se encontraba de su hogar. La muerte la había acercado a los padres de "Nixa", y recibió una carta del zar Alejandro II, en la que el emperador intentaba consolarla. Le decía a Dagmar en términos cariñosos que esperaba que aún se considerase miembro de su familia. En junio de 1866, durante una visita a Copenhague, el zarévich Alejandro se comprometió con Dagmar.
Dagmar dejó Copenhague el 1 de septiembre de 1866. Hans Christian Andersen estuvo entre la multitud que acudió al muelle para despedirla. El escritor comentó en su diario: "Ayer, en el muelle, mientras caminaba junto a mí, se detuvo y me tomó de la mano. Mis ojos se llenaron de lágrimas. ¡Pobre niña! Oh Señor, sé bueno y misericordioso para con ella. Dicen que existe una brillante corte en San Petersburgo y que la familia del zar es agradable; sin embargo, ella se dirige hacia un país desconocido, donde las personas son diferentes y la religión es diferente y donde no tendrá a ninguno de sus antiguos conocidos a su lado".
Dagmar fue recibida calurosamente en Kronstadt por Alejandro II de Rusia y toda su familia. Ella adoptó la fe ortodoxa y se convirtió en la Gran Duquesa María Fiódorovna de Rusia. La espléndida boda tuvo lugar el 9 de noviembre de 1866, en la Capilla Imperial del Palacio de Invierno en San Petersburgo. Después de las numerosas fiestas por la boda los recién casados se trasladaron al Palacio Aníchkov en San Petersburgo, donde residirían los siguientes 15 años, cuando no tomaban vacaciones en su villa de verano de Livadia, en Crimea.

## Zarevna
Desde un principio se hizo prioritario aprender el idioma ruso y tratar de entender las necesidades del pueblo ruso. Rara vez interfería en política, prefiriendo dedicar su tiempo y energías a su familia, organizaciones benéficas y al lado social de su posición. La única excepción era el sentimiento antialemán que sentía debido a la anexión de los territorios daneses al recién creado Segundo Imperio Alemán.

## Emperatriz de Todas las Rusias

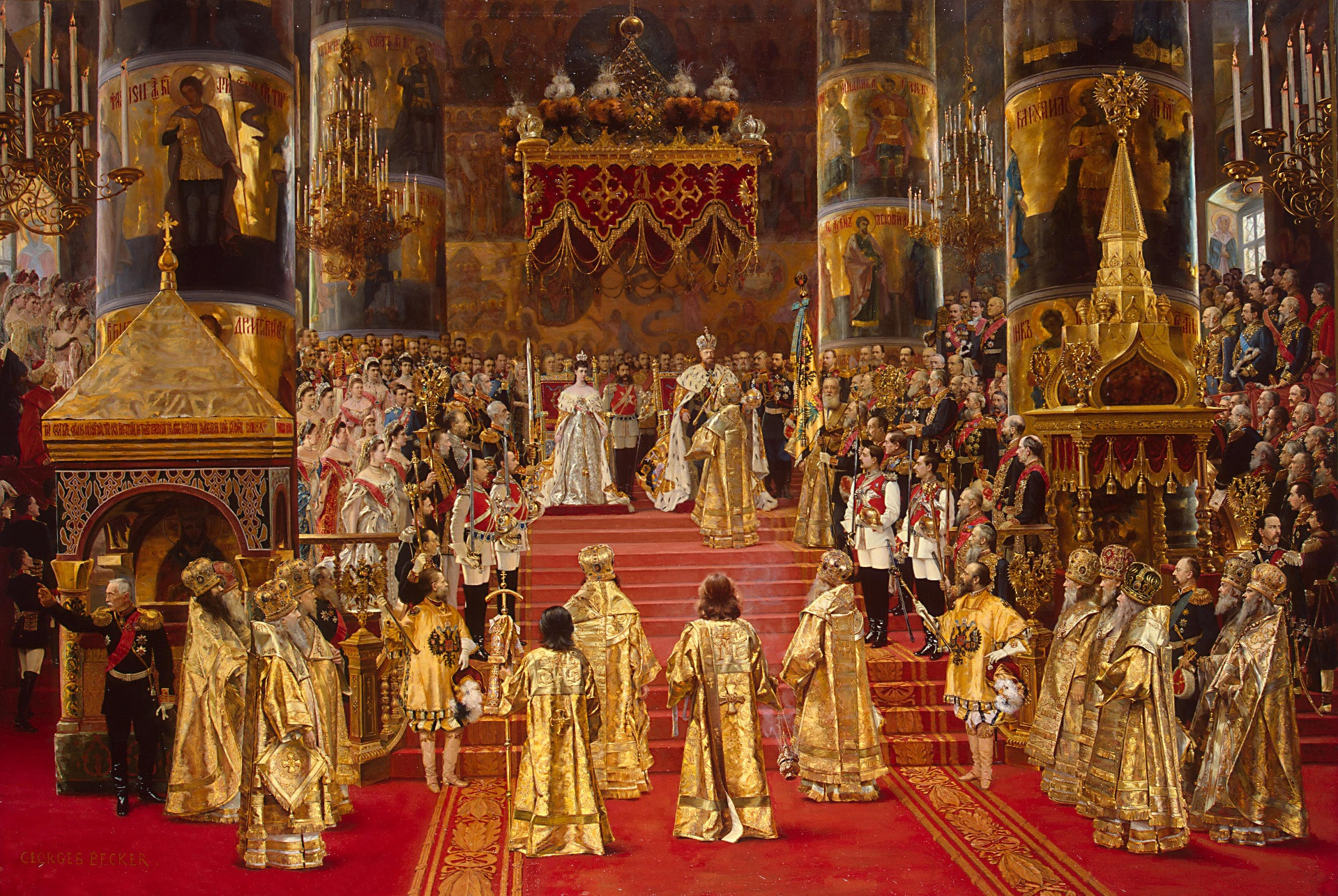
Coronación del zar Alejandro III y Maria Fiódorovna.

En la mañana del 13 de marzo de 1881, Alejandro II, de sesenta y tres años, fue asesinado por una bomba en el camino de regreso al Palacio de Invierno después de un desfile militar. En su diario, María describió las heridas del Zar, que aún moribundo era llevado a Palacio: "Sus piernas estaban terriblemente aplastadas y abiertas hasta la rodilla; una masa sangrante, con la mitad de una bota en el pie derecho, solamente quedaba la planta del pie izquierdo". Alejandro II murió a las pocas horas. Aunque a la gente no le agradaba el nuevo zar, ellos adoraban a su nueva emperatriz. Como lo dijeron los contemporáneos de María: "Ella es realmente una emperatriz". Ella no se encontraba del todo feliz con su nuevo estatus. Escribió en su diario: "Nuestros momentos más felices y serenos se han terminado. Mi paz y calma ya no están, por ahora solo seré capaz de preocuparme por Sasha (Alejandro)". 

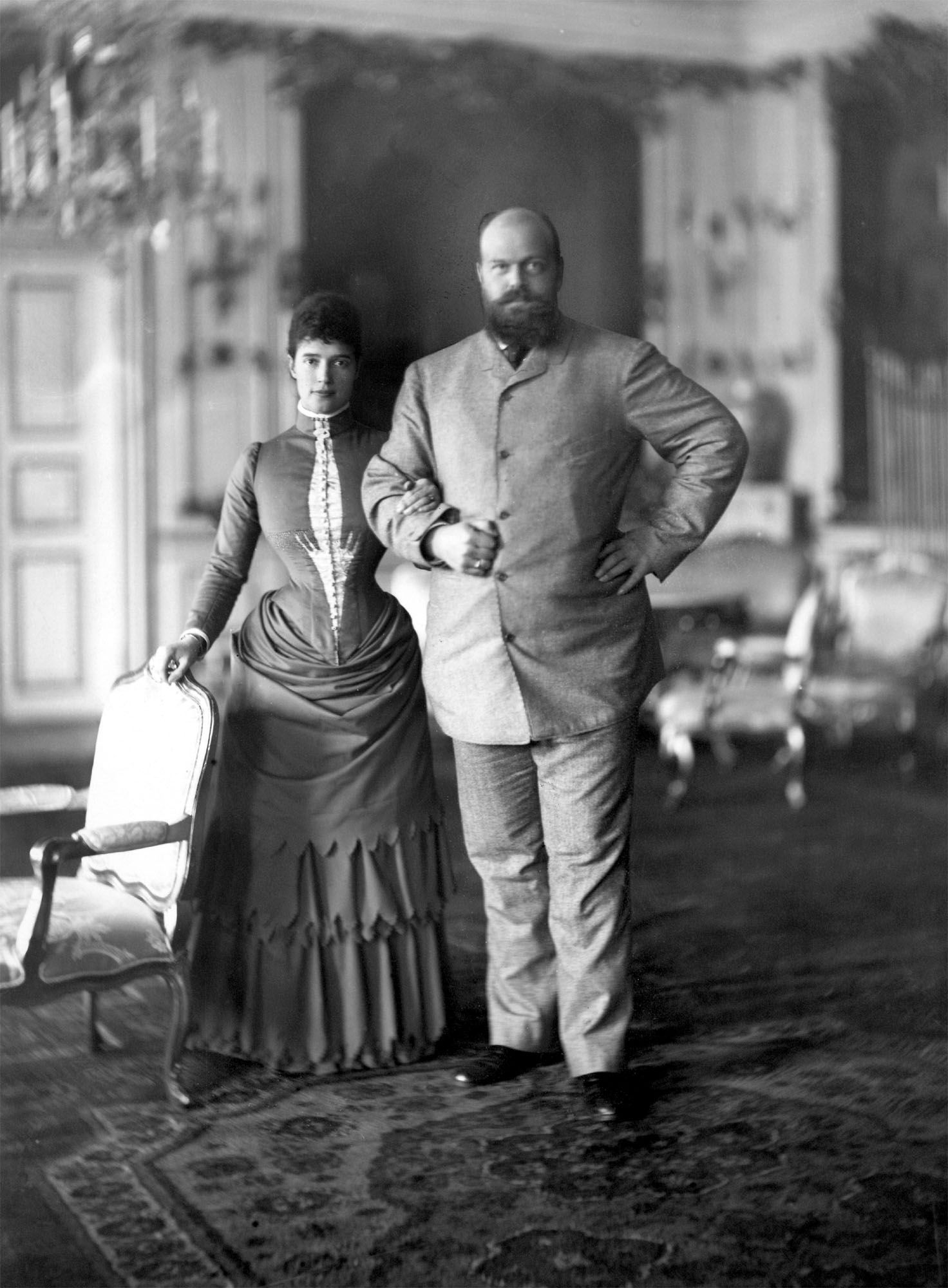
María Fiódorovna y Alejandro III posando durante una estancia en Dinamarca en 1893.

Alejandro y María fueron coronados en el Kremlin de Moscú el 27 de mayo de 1883. Justo antes de la coronación, una importante conspiración había sido descubierta, que proyectaba una sombra de muerte en la celebración. Sin embargo, más de 8000 invitados asistieron a la espléndida ceremonia. Debido a las constantes amenazas, después de la coronación, contra María y Alejandro III, el jefe de seguridad de policía, el general Cherevin, instó al zar y a su familia a trasladarse al Palacio de Gátchina, un lugar más seguro, a 50 kilómetros a las afueras de San Petersburgo. El inmenso palacio tenía 900 habitaciones y había sido construido por Catalina II. María y Alejandro III vivieron en Gátchina durante 13 años, fue ahí donde la mayoría de sus hijos crecieron.
Bajo fuerte seguridad, Alejandro III y María realizaban periódicos viajes de Gátchina a la capital para participar en eventos oficiales. María anhelaba los bailes y reuniones en el Palacio de Invierno. 
Durante el reinado de Alejandro III, los opositores a la monarquía desaparecieron rápidamente. Un grupo de estudiantes había planeado asesinar a Alejandro III durante el sexto aniversario de la muerte de su padre en la Catedral de San Pedro y San Pablo en San Petersburgo. Los conspiradores habían llenado libros ahuecados con dinamita, que tenían la intención de lanzar al zar cuando llegara a la catedral. Sin embargo, la policía secreta rusa descubrió la conspiración antes de que pudiera llevarse a cabo. Cinco estudiantes fueron ahorcados, entre los que se encontraba Aleksandr Uliánov, hermano mayor de Vladímir Lenin.
Cuando la hermana mayor de María, Alejandra, visitó Gátchina en julio de 1894, quedó sorprendida al ver lo débil que se había convertido su cuñado. Había desaparecido el brillo de sus mejillas y su buen humor. María conocía lo enfermo que estaba y que no quedaba mucho tiempo. Centró su atención en su hijo mayor, el futuro Nicolás II, ya que de él dependía ahora su futuro personal y el futuro de la dinastía. Nicolás deseaba, desde hacía mucho tiempo, casarse con la princesa Alix de Hesse y el Rin. Tanto María como Alejandro desaprobaban la relación. María y Alejandro encontraban a Alix tímida y un tanto peculiar. También estaba preocupados de que la joven princesa no poseyera el carácter para ser Emperatriz de Rusia. Los padres de Nicolás conocían a Alix desde que era niña y tenían la impresión de que era histérica y desequilibrada. Ambos aceptaron de mala gana el compromiso entre Nicolás y Alix.

## Emperatriz viuda

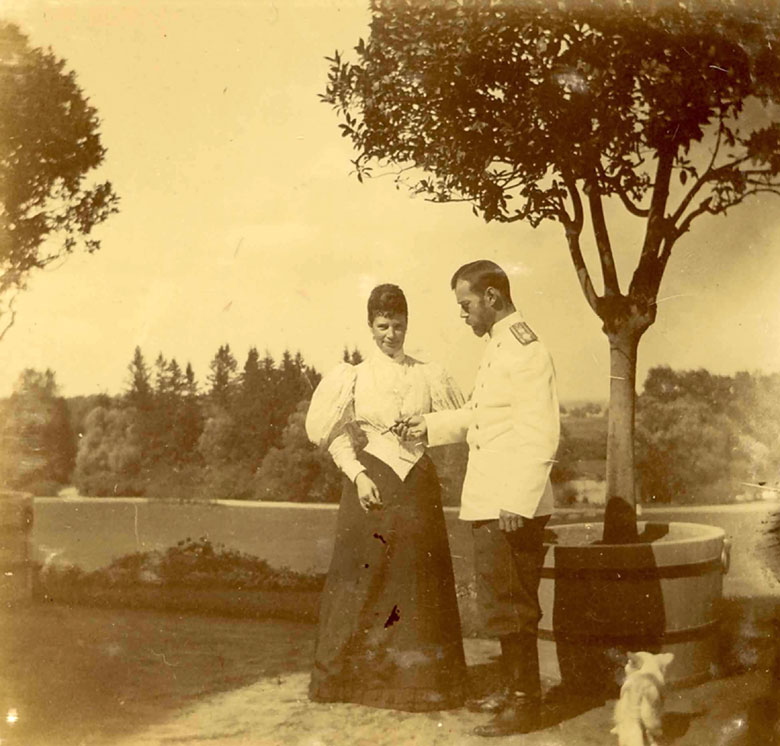
El zar Nicolás II y su madre, la Emperatriz Viuda, en 1896.

El 1 de noviembre de 1894, Alejandro III murió a los cuarenta y nueve años en Livadia, cerca de Yalta (Crimea). María escribió en su diario: "Estoy completamente desconsolada y deprimida, pero cuando vi la sonrisa de felicidad y de paz en su rostro lo que vino después, me dio fuerza". Durante un tiempo María estuvo inconsolable. Su hermana, Alejandra, y su cuñado, el futuro Eduardo VII llegaron a Rusia a los pocos días. El Príncipe de Gales organizó el funeral de Alejandro y también fijó una fecha para la boda del nuevo zar Nicolás II con Alix.
El esposo de la nieta de María Fiódorovna Irina Alexándrovna, el príncipe Félix Yusúpov, señaló que ella tenía una gran influencia en la familia Románov. Serguéi Witte elogió su tacto y habilidad diplomática. Sin embargo, no mantuvo una buena relación con su nuera, Alejandra Fiódorovna, haciéndola responsable de muchos de los problemas que acosaban a su hijo Nicolás II y al Imperio ruso en general.
Después de la muerte de Alejandro III tomó una posición más alentadora sobre el futuro. "Todo estará bien", fue lo que dijo. Había vivido durante veintiocho años en Rusia, incluyendo trece años como emperatriz, y treinta y cuatro años de viudez todavía la esperaban, diez de los últimos en el exilio en Dinamarca. María siguió viviendo en el Palacio Aníchkov en San Petersburgo y en el Palacio de Gátchina. A finales de 1916, la emperatriz viuda dejó San Petersburgo para ir a vivir al Palacio Mariyínski en Kiev. Nunca más regresó a San Petersburgo.
La emperatriz María Fiódorovna era dueña del retiro en Langinkoski, y era conocida por sus relaciones con Finlandia durante el primer período de rusificación de Finlandia. Intentó que su hijo detuviera la violación de la autonomía del Gran Ducado de Finlandia y recordar la impopularidad del Gobernador General Nikolái Bóbrikov. Durante el segundo período de rusificación, a comienzos de la Primera Guerra Mundial, la emperatriz viuda viajaba en su tren privado de Finlandia a San Petersburgo, expresó su continua desaprobación por la opresión a Finlandia por tener una orquesta de comité de bienvenida para tocar la Porilaisten Marssi y el himno nacional finlandés Maamme, que estaban bajo prohibición explícita de Franz Albert Seyn, el entonces gobernador general de Finlandia.

## Revolución y exilio

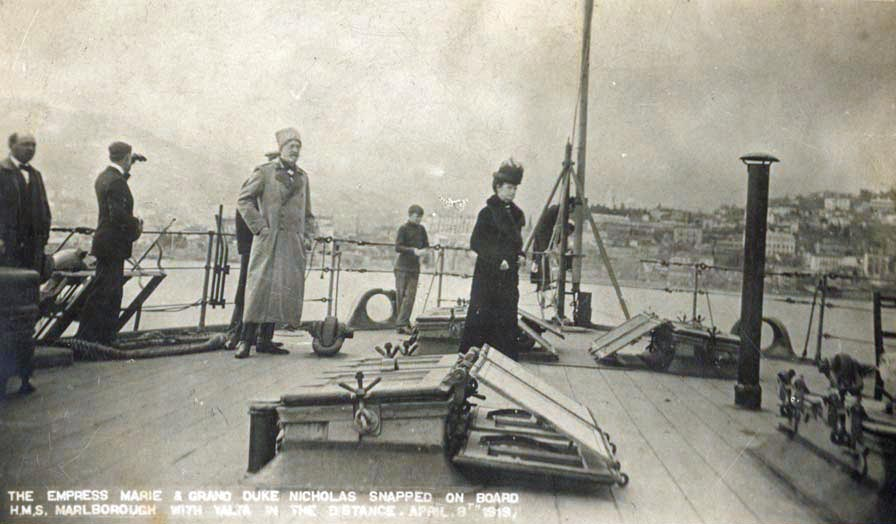
María Fiódorovna a bordo del acorazado británico HMS Marlborough el 11 de abril de 1919. En el horizonte es visible Yalta

La Revolución llegó a Rusia en 1917. Después de viajar a Kiev para reunirse con su depuesto hijo, Nicolás II en Moguiliov, María regresó a la ciudad. Rápidamente se dio cuenta de que Kiev había cambiado y que su presencia ya no era querida ahí. Fue persuadida por su familia para que viajase a Crimea con un grupo de refugiados Románov. Después de vivir un tiempo en una de las residencias imperiales en Crimea, recibió informes de que su hijo, su nuera y sus nietos habían sido asesinados. Sin embargo, rechazó públicamente el informe como un rumor. El día después del asesinato del zar, María recibió a un mensajero de Nicky, que le dijo lo difícil que había sido la vida de la familia de su hijo en Ekaterimburgo. "Y nadie puede ayudarles o liberarlos - ¡solo Dios! Mi Señor, salva a mi pobre, desafortunado Nicky, ayúdale en sus duras pruebas". Ella se consolaba en su diario: "Estoy segura de que todos salieron de Rusia y ahora los bolcheviques están tratando de ocultar la verdad". Se mantendría firme en esa posición hasta su muerte. La verdad era demasiado dolorosa para admitirla públicamente. La mayoría de las cartas a su hijo y su familia se han perdido, pero de las que subsisten, le escribió a Nicolás: "Sabes que mis pensamientos y oraciones nunca te dejarán. Pienso en ti día y noche y, a veces, siento tan enfermo el corazón que creo no poder resistir más. Pero Dios es misericordioso. Él nos dará fortaleza para esta terrible experiencia". La hija de María, la Gran Duquesa Olga Aleksándrovna, comento sobre el asunto: "Sin embargo, estoy segura de que, en el fondo de su corazón, mi madre se armó de valor y aceptó la verdad, algunos años antes de su muerte". 
A pesar del derrocamiento de la monarquía (1917), la ex emperatriz viuda en un principio se negó a salir de Rusia. Solo en 1919, convencida por su hermana, la reina Alejandra, se marchó de mala gana a través de Crimea por el Mar Negro hacia Londres, en el buque de guerra HMS Marlborough que envió su sobrino, el rey Jorge V. Después de una breve estancia en la base británica en Malta y luego en Londres, ella regresó a su país natal, Dinamarca, eligiendo su villa en Hvidøre, cerca de Copenhague, como su nueva residencia permanente. A pesar de que la reina Alejandra nunca trató con indiferencia a su hermana, y estuvieran tiempo juntas en Marlborough House, Londres y Sandringham House, Norfolk, en Gran Bretaña, María sentía que ahora ella era la "número dos". Esto no era extraño, ya que María era simplemente una ex emperatriz, mientras que su hermana era una popular reina viuda. 
En el exilio en Copenhague, Dinamarca, encontró a muchos emigrados rusos. Para ellos, María seguía siendo la emperatriz. La gente la respetaba y valoraba altamente y frecuentemente le pedían ayuda. La Asamblea Monárquica de Toda Rusia, reunida en 1921, le ofreció ocupar la posición de locum tenens del Trono Ruso. Ella rechazó la petición - no quería interferir en política y respondió evasivamente, "Nadie vio a Nicky muerto" y, por lo tanto, existe una posibilidad. Ella prestó apoyo financiero al investigador Nikolái Sokolov, para que estudiara las circunstancias de muerte de la familia del zar. No se reunieron - a último momento, la gran duquesa Olga envió un telegrama a París pidiendo que se cancelara la cita. Resultaría demasiado difícil para una mujer anciana y enferma escuchar la terrible historia de su hijo y su familia.

## Muerte y entierro

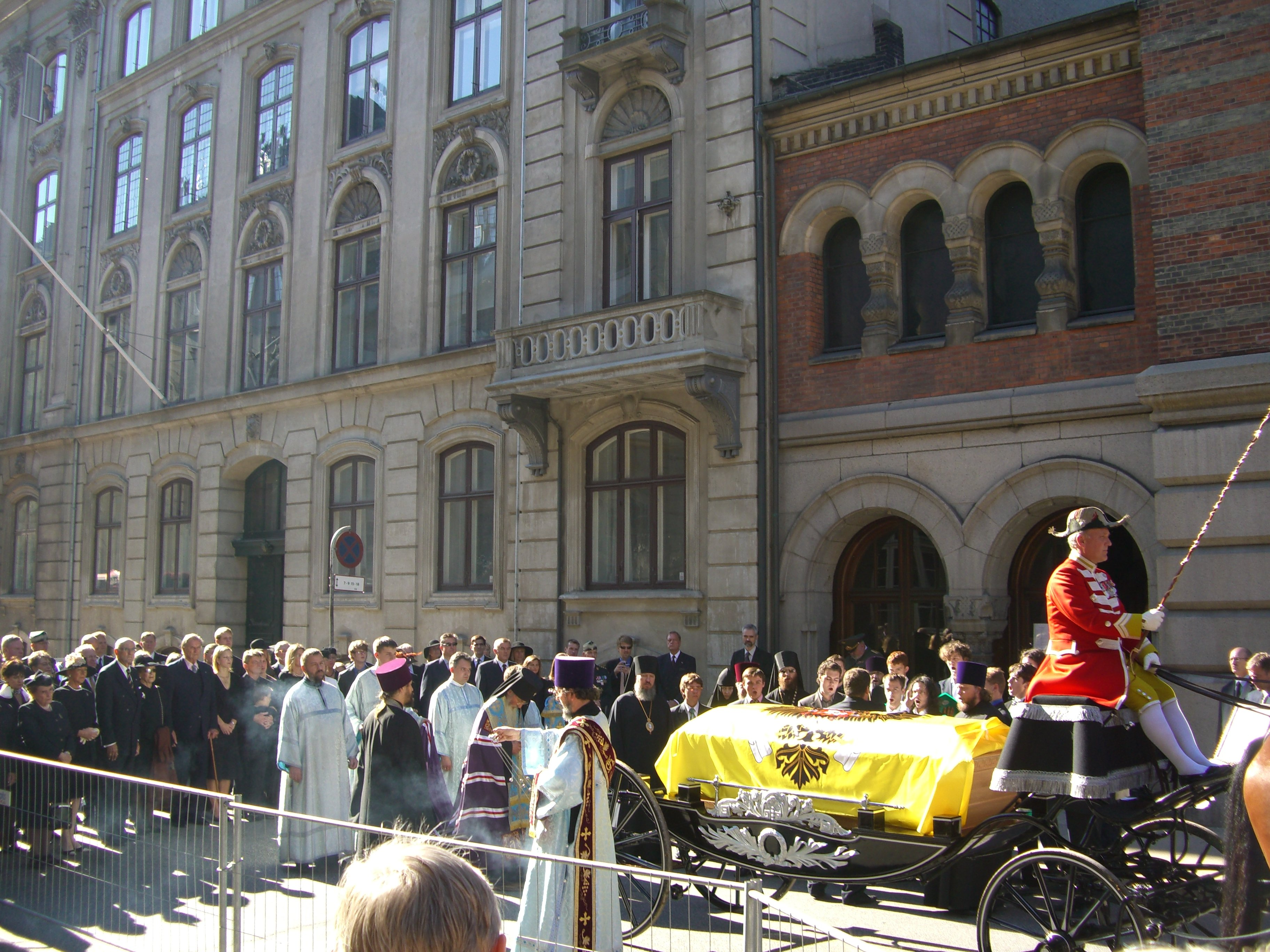
Féretro de la Emperatriz Viuda en la Iglesia Aleksandr Nevski, Copenhague.

En noviembre de 1925, la hermana más cercana de María, la reina Alejandra, murió. Para María, era la última pérdida que podía soportar. "Ella estaba lista para reunirse con su Creador", escribió su yerno, el Gran Duque Alejandro Mijaílovich, en los últimos años de María. El 13 de octubre de 1928, en Hvidøre, cerca de Copenhague, en una casa que alguna vez compartiera con su hermana la reina Alejandra, María murió a la edad de 80 años, habiendo sobrevivido a cuatro de sus seis hijos y a cinco de sus quince nietos. 
El servicio se realizó en la Iglesia Ortodoxa Rusa Aleksandr Nevski de Copenhague, la emperatriz fue enterrada en la Catedral de Roskilde. En el 2005, la reina Margarita II y el presidente Vladímir Putin, y sus respectivos gobiernos, acordaron que los restos de la emperatriz debían ser devueltos a San Petersburgo, conforme con su deseo de ser enterrada junto a su esposo. Una serie de ceremonias se llevaron a cabo del 23 al 28 de septiembre del 2006. Al funeral, al que asistieron altos dignatarios, entre ellos los entonces príncipes herederos de Dinamarca (actuales reyes) Federico X y su esposa María; el príncipe Miguel de Kent y la princesa María Cristina, su esposa; no pasó sin cierta controversia. La multitud que rodeaba el ataúd era tan grande que un joven diplomático danés cayó en la tumba antes de que el ataúd fuera enterrado. El 26 de septiembre de 2006, una estatua de María Fiódorovna fue desvelada cerca de su palacio favorito en Peterhof. Después de un servicio en la Catedral de San Isaac, ella fue enterrada junto a su esposo Alejandro III en la Catedral de San Pedro y San Pablo, el 28 de septiembre de 2006, 140 años después de su primera llegada a Rusia y casi 78 años después de su muerte.

## Representaciones
En la película Anastasia (película de 1956) con Ingrid Bergman y Yul Brinner, el papel de la madre del zar Nicolás lo interpreta la actriz Helen Hayes.
Ella fue interpretada por Irene Worth en la película Nicolás y Alejandra de 1971, y por Jane Lapotaire en el capítulo 13 de la serie británica Edward the Seventh de 1975, la historia de su cuñado.
Fue interpretada por Ursula Howells en la miniserie de la BBC La caída de las Águilas de 1974.
En Anastasia: The Mystery of Anna de 1986, en la que Olivia de Havilland interpreta a la emperatriz viuda, ella considera un encuentro personal con Anna Anderson, la mujer que decía ser la Gran Duquesa Anastasia. 
Angela Lansbury prestó su voz a la Emperatriz en la cinta animada Anastasia de Fox Animation Studios, 1997. Para la versión en español de América, fue doblada por Beatriz Aguirre.

## Títulos, tratamientos y distinciones honoríficas

Monograma de la emperatriz María Fiódorovna

### Títulos y tratamientos
| ● 26 de noviembre de 1847-31 de julio de 1853:    | Su alteza serenísima la princesa Dagmar de Schleswig-Holstein-Sonderburg-Glücksburg |
| ● 31 de julio de 1853-21 de diciembre de 1858:    | Su alteza la princesa Dagmar de Dinamarca                                           |
| ● 21 de diciembre de 1858-9 de noviembre de 1866: | Su alteza real la princesa Dagmar de Dinamarca                                      |
| ● 9 de noviembre de 1866-13 de marzo de 1881:     | Su alteza imperial la gran duquesa María Fiódorovna de Rusia                        |
| ● 13 de marzo de 1881-1 de noviembre de 1894:     | Su majestad imperial la emperatriz consorte de toda Rusia                           |
| ● 1 de noviembre de 1894-13 de octubre de 1928:   | Su majestad imperial la emperatriz viuda María Fiódorovna de Rusia .                |

### Distinciones honoríficas
- Gran maestre de la Orden de Santa Catalina.
- Dama de la Orden de San Andrés.[11]
- Dama de la Orden de San Alejandro Nevski.
- Dama de la Orden del Águila Blanca.
- Dama gran cruz de la Orden de Santa Ana.
- Dama gran cruz de la Orden de San Estanislao.

Distinciones honoríficas extranjeras
- Dama de la Orden de las Damas Nobles de la Reina María Luisa,  Reino de España

## Ancestros
| \| \| \| \| \| \| \| \| \| \| \| \| \| \| \| \| \| \| \| \| 16. Príncipe Carlos Antonio de Schleswig-Holstein-Sonderburg-Beck \| \| \| \| \| \| \| \| \| \| \| \| \| \| \| \| \| \| \| \| \| \| \| \| \| \| \| \| \| \| \| \| \| \| \| \| \| \| \| \| \| \| \| \| \| \| \| \| \| \| \| \| \| \| 8. Federico Carlos, duque de Schleswig-Holstein-Sonderburg-Beck \| \| \| \| \| \| \| \| \| \| \| \| \| \| \| \| \| \| \| \| \| \| \| \| \| \| \| \| \| \| \| \| \| \| \| \| \| \| \| \| \| \| \| \| \| \| \| \| \| \| \| \| \| \| 17. Condesa Carlota de Dohna-Leistenau \| \| \| \| \| \| \| \| \| \| \| \| \| \| \| \| \| \| \| \| \| \| \| \| \| \| \| \| \| \| \| \| \| \| \| \| \| \| \| \| \| \| \| \| \| \| \| \| \| \| \| \| \| \| 4. Federico Guillermo, duque de Schleswig-Holstein-Sonderburg-Glücksburg \| \| \| \| \| \| \| \| \| \| \| \| \| \| \| \| \| \| \| \| \| \| \| \| \| \| \| \| \| \| \| \| \| \| \| \| \| \| \| \| \| \| \| \| \| \| \| \| \| \| \| \| \| \| 18. Conde Carlos Leopoldo de Schlieben \| \| \| \| \| \| \| \| \| \| \| \| \| \| \| \| \| \| \| \| \| \| \| \| \| \| \| \| \| \| \| \| \| \| \| \| \| \| \| \| \| \| \| \| \| \| \| \| \| \| \| \| \| \| 9. Condesa Federica de Schlieben \| \| \| \| \| \| \| \| \| \| \| \| \| \| \| \| \| \| \| \| \| \| \| \| \| \| \| \| \| \| \| \| \| \| \| \| \| \| \| \| \| \| \| \| \| \| \| \| \| \| \| \| \| \| 19. Condesa María Leonor de Lehndorff \| \| \| \| \| \| \| \| \| \| \| \| \| \| \| \| \| \| \| \| \| \| \| \| \| \| \| \| \| \| \| \| \| \| \| \| \| \| \| \| \| \| \| \| \| \| \| \| \| \| \| \| \| \| 2. Cristián IX de Dinamarca \| \| \| \| \| \| \| \| \| \| \| \| \| \| \| \| \| \| \| \| \| \| \| \| \| \| \| \| \| \| \| \| \| \| \| \| \| \| \| \| \| \| \| \| \| \| \| \| \| \| \| \| \| \| 20. Federico II, Landgrave de Hesse-Kassel \| \| \| \| \| \| \| \| \| \| \| \| \| \| \| \| \| \| \| \| \| \| \| \| \| \| \| \| \| \| \| \| \| \| \| \| \| \| \| \| \| \| \| \| \| \| \| \| \| \| \| \| \| \| 10. Príncipe Carlos de Hesse-Kassel \| \| \| \| \| \| \| \| \| \| \| \| \| \| \| \| \| \| \| \| \| \| \| \| \| \| \| \| \| \| \| \| \| \| \| \| \| \| \| \| \| \| \| \| \| \| \| \| \| \| \| \| \| \| 21. Princesa María de Gran Bretaña \| \| \| \| \| \| \| \| \| \| \| \| \| \| \| \| \| \| \| \| \| \| \| \| \| \| \| \| \| \| \| \| \| \| \| \| \| \| \| \| \| \| \| \| \| \| \| \| \| \| \| \| \| \| 5. Princesa Luisa Carolina de Hesse-Kassel \| \| \| \| \| \| \| \| \| \| \| \| \| \| \| \| \| \| \| \| \| \| \| \| \| \| \| \| \| \| \| \| \| \| \| \| \| \| \| \| \| \| \| \| \| \| \| \| \| \| \| \| \| \| 22. Federico V de Dinamarca \| \| \| \| \| \| \| \| \| \| \| \| \| \| \| \| \| \| \| \| \| \| \| \| \| \| \| \| \| \| \| \| \| \| \| \| \| \| \| \| \| \| \| \| \| \| \| \| \| \| \| \| \| \| 11. Princesa Luisa de Dinamarca \| \| \| \| \| \| \| \| \| \| \| \| \| \| \| \| \| \| \| \| \| \| \| \| \| \| \| \| \| \| \| \| \| \| \| \| \| \| \| \| \| \| \| \| \| \| \| \| \| \| \| \| \| \| 23. Princesa Luisa de Gran Bretaña \| \| \| \| \| \| \| \| \| \| \| \| \| \| \| \| \| \| \| \| \| \| \| \| \| \| \| \| \| \| \| \| \| \| \| \| \| \| \| \| \| \| \| \| \| \| \| \| \| \| \| \| \| \| 1. Princesa Dagmar de Dinamarca \| \| \| \| \| \| \| \| \| \| \| \| \| \| \| \| \| \| \| \| \| \| \| \| \| \| \| \| \| \| \| \| \| \| \| \| \| \| \| \| \| \| \| \| \| \| \| \| \| \| \| \| \| \| 24. Federico II, Landgrave de Hesse-Kassel (= 20) \| \| \| \| \| \| \| \| \| \| \| \| \| \| \| \| \| \| \| \| \| \| \| \| \| \| \| \| \| \| \| \| \| \| \| \| \| \| \| \| \| \| \| \| \| \| \| \| \| \| \| \| \| \| 12. Príncipe Federico de Hesse-Kassel \| \| \| \| \| \| \| \| \| \| \| \| \| \| \| \| \| \| \| \| \| \| \| \| \| \| \| \| \| \| \| \| \| \| \| \| \| \| \| \| \| \| \| \| \| \| \| \| \| \| \| \| \| \| 25. Princesa María de Gran Bretaña (= 21) \| \| \| \| \| \| \| \| \| \| \| \| \| \| \| \| \| \| \| \| \| \| \| \| \| \| \| \| \| \| \| \| \| \| \| \| \| \| \| \| \| \| \| \| \| \| \| \| \| \| \| \| \| \| 6. Príncipe Guillermo de Hesse-Kassel \| \| \| \| \| \| \| \| \| \| \| \| \| \| \| \| \| \| \| \| \| \| \| \| \| \| \| \| \| \| \| \| \| \| \| \| \| \| \| \| \| \| \| \| \| \| \| \| \| \| \| \| \| \| 26. Carlos Guillermo, príncipe de Nassau-Usingen \| \| \| \| \| \| \| \| \| \| \| \| \| \| \| \| \| \| \| \| \| \| \| \| \| \| \| \| \| \| \| \| \| \| \| \| \| \| \| \| \| \| \| \| \| \| \| \| \| \| \| \| \| \| 13. Princesa Carolina de Nassau-Usingen \| \| \| \| \| \| \| \| \| \| \| \| \| \| \| \| \| \| \| \| \| \| \| \| \| \| \| \| \| \| \| \| \| \| \| \| \| \| \| \| \| \| \| \| \| \| \| \| \| \| \| \| \| \| 27. Condesa Carolina de Leiningen-Dachsburg-Falkenburg \| \| \| \| \| \| \| \| \| \| \| \| \| \| \| \| \| \| \| \| \| \| \| \| \| \| \| \| \| \| \| \| \| \| \| \| \| \| \| \| \| \| \| \| \| \| \| \| \| \| \| \| \| \| 3. Princesa Luisa de Hesse-Kassel \| \| \| \| \| \| \| \| \| \| \| \| \| \| \| \| \| \| \| \| \| \| \| \| \| \| \| \| \| \| \| \| \| \| \| \| \| \| \| \| \| \| \| \| \| \| \| \| \| \| \| \| \| \| 28. Federico V de Dinamarca \| \| \| \| \| \| \| \| \| \| \| \| \| \| \| \| \| \| \| \| \| \| \| \| \| \| \| \| \| \| \| \| \| \| \| \| \| \| \| \| \| \| \| \| \| \| \| \| \| \| \| \| \| \| 14. Federico, príncipe heredero de Dinamarca \| \| \| \| \| \| \| \| \| \| \| \| \| \| \| \| \| \| \| \| \| \| \| \| \| \| \| \| \| \| \| \| \| \| \| \| \| \| \| \| \| \| \| \| \| \| \| \| \| \| \| \| \| \| 29. Duquesa Juliana de Brunswick-Wolfenbüttel \| \| \| \| \| \| \| \| \| \| \| \| \| \| \| \| \| \| \| \| \| \| \| \| \| \| \| \| \| \| \| \| \| \| \| \| \| \| \| \| \| \| \| \| \| \| \| \| \| \| \| \| \| \| 7. Princesa Carlota de Dinamarca \| \| \| \| \| \| \| \| \| \| \| \| \| \| \| \| \| \| \| \| \| \| \| \| \| \| \| \| \| \| \| \| \| \| \| \| \| \| \| \| \| \| \| \| \| \| \| \| \| \| \| \| \| \| 30. Duque Luis de Mecklemburgo-Schwerin \| \| \| \| \| \| \| \| \| \| \| \| \| \| \| \| \| \| \| \| \| \| \| \| \| \| \| \| \| \| \| \| \| \| \| \| \| \| \| \| \| \| \| \| \| \| \| \| \| \| \| \| \| \| 15. Duquesa Sofía Federica de Mecklemburgo-Schwerin \| \| \| \| \| \| \| \| \| \| \| \| \| \| \| \| \| \| \| \| \| \| \| \| \| \| \| \| \| \| \| \| \| \| \| \| \| \| \| \| \| \| \| \| \| \| \| \| \| \| \| \| \| \| 31. Princesa Carlota Sofía de Sajonia-Coburgo-Saalfeld \| \| \| \| \| \| \| \| \| \| \| \| \| \| \| \| \| \| \| \| \| \| \| \| \| \| \| \| \| \| \| \| \| \| \| \| \| \| \| \| \| \| \| \| \| \| \| \| \| \| \| \| |                                                                          |  |  |  |  |  |  |  |  |  |  |  |  |  |  |  |
| |                                                                          |  |  |  |  |  |  |  |  |  |  |  |  |  |  |  |
| | 16. Príncipe Carlos Antonio de Schleswig-Holstein-Sonderburg-Beck        |  |  |  |  |  |  |  |  |  |  |  |  |  |  |  |
| |                                                                          |  |  |  |  |  |  |  |  |  |  |  |  |  |  |  |
| |                                                                          |  |  |  |  |  |  |  |  |  |  |  |  |  |  |  |
| | 8. Federico Carlos, duque de Schleswig-Holstein-Sonderburg-Beck          |  |  |  |  |  |  |  |  |  |  |  |  |  |  |  |
| |                                                                          |  |  |  |  |  |  |  |  |  |  |  |  |  |  |  |
| |                                                                          |  |  |  |  |  |  |  |  |  |  |  |  |  |  |  |
| | 17. Condesa Carlota de Dohna-Leistenau                                   |  |  |  |  |  |  |  |  |  |  |  |  |  |  |  |
| |                                                                          |  |  |  |  |  |  |  |  |  |  |  |  |  |  |  |
| |                                                                          |  |  |  |  |  |  |  |  |  |  |  |  |  |  |  |
| | 4. Federico Guillermo, duque de Schleswig-Holstein-Sonderburg-Glücksburg |  |  |  |  |  |  |  |  |  |  |  |  |  |  |  |
| |                                                                          |  |  |  |  |  |  |  |  |  |  |  |  |  |  |  |
| |                                                                          |  |  |  |  |  |  |  |  |  |  |  |  |  |  |  |
| | 18. Conde Carlos Leopoldo de Schlieben                                   |  |  |  |  |  |  |  |  |  |  |  |  |  |  |  |
| |                                                                          |  |  |  |  |  |  |  |  |  |  |  |  |  |  |  |
| |                                                                          |  |  |  |  |  |  |  |  |  |  |  |  |  |  |  |
| | 9. Condesa Federica de Schlieben                                         |  |  |  |  |  |  |  |  |  |  |  |  |  |  |  |
| |                                                                          |  |  |  |  |  |  |  |  |  |  |  |  |  |  |  |
| |                                                                          |  |  |  |  |  |  |  |  |  |  |  |  |  |  |  |
| | 19. Condesa María Leonor de Lehndorff                                    |  |  |  |  |  |  |  |  |  |  |  |  |  |  |  |
| |                                                                          |  |  |  |  |  |  |  |  |  |  |  |  |  |  |  |
| |                                                                          |  |  |  |  |  |  |  |  |  |  |  |  |  |  |  |
| | 2. Cristián IX de Dinamarca                                              |  |  |  |  |  |  |  |  |  |  |  |  |  |  |  |
| |                                                                          |  |  |  |  |  |  |  |  |  |  |  |  |  |  |  |
| |                                                                          |  |  |  |  |  |  |  |  |  |  |  |  |  |  |  |
| | 20. Federico II, Landgrave de Hesse-Kassel                               |  |  |  |  |  |  |  |  |  |  |  |  |  |  |  |
| |                                                                          |  |  |  |  |  |  |  |  |  |  |  |  |  |  |  |
| |                                                                          |  |  |  |  |  |  |  |  |  |  |  |  |  |  |  |
| | 10. Príncipe Carlos de Hesse-Kassel                                      |  |  |  |  |  |  |  |  |  |  |  |  |  |  |  |
| |                                                                          |  |  |  |  |  |  |  |  |  |  |  |  |  |  |  |
| |                                                                          |  |  |  |  |  |  |  |  |  |  |  |  |  |  |  |
| | 21. Princesa María de Gran Bretaña                                       |  |  |  |  |  |  |  |  |  |  |  |  |  |  |  |
| |                                                                          |  |  |  |  |  |  |  |  |  |  |  |  |  |  |  |
| |                                                                          |  |  |  |  |  |  |  |  |  |  |  |  |  |  |  |
| | 5. Princesa Luisa Carolina de Hesse-Kassel                               |  |  |  |  |  |  |  |  |  |  |  |  |  |  |  |
| |                                                                          |  |  |  |  |  |  |  |  |  |  |  |  |  |  |  |
| |                                                                          |  |  |  |  |  |  |  |  |  |  |  |  |  |  |  |
| | 22. Federico V de Dinamarca                                              |  |  |  |  |  |  |  |  |  |  |  |  |  |  |  |
| |                                                                          |  |  |  |  |  |  |  |  |  |  |  |  |  |  |  |
| |                                                                          |  |  |  |  |  |  |  |  |  |  |  |  |  |  |  |
| | 11. Princesa Luisa de Dinamarca                                          |  |  |  |  |  |  |  |  |  |  |  |  |  |  |  |
| |                                                                          |  |  |  |  |  |  |  |  |  |  |  |  |  |  |  |
| |                                                                          |  |  |  |  |  |  |  |  |  |  |  |  |  |  |  |
| | 23. Princesa Luisa de Gran Bretaña                                       |  |  |  |  |  |  |  |  |  |  |  |  |  |  |  |
| |                                                                          |  |  |  |  |  |  |  |  |  |  |  |  |  |  |  |
| |                                                                          |  |  |  |  |  |  |  |  |  |  |  |  |  |  |  |
| | 1. Princesa Dagmar de Dinamarca                                          |  |  |  |  |  |  |  |  |  |  |  |  |  |  |  |
| |                                                                          |  |  |  |  |  |  |  |  |  |  |  |  |  |  |  |
| |                                                                          |  |  |  |  |  |  |  |  |  |  |  |  |  |  |  |
| | 24. Federico II, Landgrave de Hesse-Kassel (= 20)                        |  |  |  |  |  |  |  |  |  |  |  |  |  |  |  |
| |                                                                          |  |  |  |  |  |  |  |  |  |  |  |  |  |  |  |
| |                                                                          |  |  |  |  |  |  |  |  |  |  |  |  |  |  |  |
| | 12. Príncipe Federico de Hesse-Kassel                                    |  |  |  |  |  |  |  |  |  |  |  |  |  |  |  |
| |                                                                          |  |  |  |  |  |  |  |  |  |  |  |  |  |  |  |
| |                                                                          |  |  |  |  |  |  |  |  |  |  |  |  |  |  |  |
| | 25. Princesa María de Gran Bretaña (= 21)                                |  |  |  |  |  |  |  |  |  |  |  |  |  |  |  |
| |                                                                          |  |  |  |  |  |  |  |  |  |  |  |  |  |  |  |
| |                                                                          |  |  |  |  |  |  |  |  |  |  |  |  |  |  |  |
| | 6. Príncipe Guillermo de Hesse-Kassel                                    |  |  |  |  |  |  |  |  |  |  |  |  |  |  |  |
| |                                                                          |  |  |  |  |  |  |  |  |  |  |  |  |  |  |  |
| |                                                                          |  |  |  |  |  |  |  |  |  |  |  |  |  |  |  |
| | 26. Carlos Guillermo, príncipe de Nassau-Usingen                         |  |  |  |  |  |  |  |  |  |  |  |  |  |  |  |
| |                                                                          |  |  |  |  |  |  |  |  |  |  |  |  |  |  |  |
| |                                                                          |  |  |  |  |  |  |  |  |  |  |  |  |  |  |  |
| | 13. Princesa Carolina de Nassau-Usingen                                  |  |  |  |  |  |  |  |  |  |  |  |  |  |  |  |
| |                                                                          |  |  |  |  |  |  |  |  |  |  |  |  |  |  |  |
| |                                                                          |  |  |  |  |  |  |  |  |  |  |  |  |  |  |  |
| | 27. Condesa Carolina de Leiningen-Dachsburg-Falkenburg                   |  |  |  |  |  |  |  |  |  |  |  |  |  |  |  |
| |                                                                          |  |  |  |  |  |  |  |  |  |  |  |  |  |  |  |
| |                                                                          |  |  |  |  |  |  |  |  |  |  |  |  |  |  |  |
| | 3. Princesa Luisa de Hesse-Kassel                                        |  |  |  |  |  |  |  |  |  |  |  |  |  |  |  |
| |                                                                          |  |  |  |  |  |  |  |  |  |  |  |  |  |  |  |
| |                                                                          |  |  |  |  |  |  |  |  |  |  |  |  |  |  |  |
| | 28. Federico V de Dinamarca                                              |  |  |  |  |  |  |  |  |  |  |  |  |  |  |  |
| |                                                                          |  |  |  |  |  |  |  |  |  |  |  |  |  |  |  |
| |                                                                          |  |  |  |  |  |  |  |  |  |  |  |  |  |  |  |
| | 14. Federico, príncipe heredero de Dinamarca                             |  |  |  |  |  |  |  |  |  |  |  |  |  |  |  |
| |                                                                          |  |  |  |  |  |  |  |  |  |  |  |  |  |  |  |
| |                                                                          |  |  |  |  |  |  |  |  |  |  |  |  |  |  |  |
| | 29. Duquesa Juliana de Brunswick-Wolfenbüttel                            |  |  |  |  |  |  |  |  |  |  |  |  |  |  |  |
| |                                                                          |  |  |  |  |  |  |  |  |  |  |  |  |  |  |  |
| |                                                                          |  |  |  |  |  |  |  |  |  |  |  |  |  |  |  |
| | 7. Princesa Carlota de Dinamarca                                         |  |  |  |  |  |  |  |  |  |  |  |  |  |  |  |
| |                                                                          |  |  |  |  |  |  |  |  |  |  |  |  |  |  |  |
| |                                                                          |  |  |  |  |  |  |  |  |  |  |  |  |  |  |  |
| | 30. Duque Luis de Mecklemburgo-Schwerin                                  |  |  |  |  |  |  |  |  |  |  |  |  |  |  |  |
| |                                                                          |  |  |  |  |  |  |  |  |  |  |  |  |  |  |  |
| |                                                                          |  |  |  |  |  |  |  |  |  |  |  |  |  |  |  |
| | 15. Duquesa Sofía Federica de Mecklemburgo-Schwerin                      |  |  |  |  |  |  |  |  |  |  |  |  |  |  |  |
| |                                                                          |  |  |  |  |  |  |  |  |  |  |  |  |  |  |  |
| |                                                                          |  |  |  |  |  |  |  |  |  |  |  |  |  |  |  |
| | 31. Princesa Carlota Sofía de Sajonia-Coburgo-Saalfeld                   |  |  |  |  |  |  |  |  |  |  |  |  |  |  |  |
| |                                                                          |  |  |  |  |  |  |  |  |  |  |  |  |  |  |  |
| |                                                                          |  |  |  |  |  |  |  |  |  |  |  |  |  |  |  |

| Predecesor: María de Hesse-Darmstadt | Emperatriz consorte de toda Rusia 13 de marzo de 1881 - 1 de noviembre de 1894 | Sucesor: Alix de Hesse-Darmstadt |